# Stratfor
Stratfor, або Strategic Forecasting, Inc. (укр. Корпорація «Стратегічне прогнозування») — американська приватна розвідувально-аналітична організація глобального радіуса дії, що була заснована американським політологом (родом з Ужгорода) Джорджем Фрідманом 1996-го року. У жовтні 2001-го року газета «Barron's»[неавторитетне джерело] назвала Stratfor «Тіньовим ЦРУ».

## Мета та діяльність
Заявлена мета Stratfor: зробити складність світу зрозумілою для освіченого читача — без ідеології, порядку денного, національних упереджень.
Stratfor виробляє і публікує аналітично-розвідувальну інформацію щоденно з моменту створення в 1996 році. Він став відомим після випуску свого «Кризового Центру Косово» під час авіаударів НАТО по Косово 1999-го року, що привернуло увагу громадськості завдяки публікаціям у журналі «Time», Texas Month та інших виданнях. Наприкінці 1999 року компанія запропонувала передплату послуги з надання більшості із своєї аналітики. Під час терористичних атак 11 вересня 2001 року, Stratfor створив розділ «Гарячі новини». Аналітики Stratfor платять за інформацію, але також використовують інформацію з відкритих джерел, щоб передбачити, де виникнуть глобальні кризи. 
Stratfor також отримує інформацію через особисті зв'язки. Фред Бертон вказав у витоку електронних листів, що він підтримував контакт зі своїми "довіреними колишніми друзями з ЦРУ" як з джерелом інформації, і що він знав про запечатаний обвинувальний акт проти Джуліана Ассанжа в 2011 році.

## Ситуація із витоком персональних даних

### Хакерська атака 2011 року
24 грудня 2011 року група хакерів Anonymous здійснила атаку на сайт Stratfor та викрала дані (електронні пошти, кредитні картки) його користувачів. Дані кредитних карток було використано для перерахування 1 млн. доларів США  на благодійність.

### Витік даних 2012 року
26 лютого 2012 року WikiLeaks оголосив про опублікування 5 млн електронних адрес компанії. Група Anonymous заявила, що надала ці дані WikiLeaks.

## Прогнози

### 2011—2021
Прогноз на 2011—2021 роки викладений в окремій книзі керівника організації Джорджа Фрідмана — «Наступні 10 років».

### 2015—2025
Прогноз на 2015—2025 роки був опублікований окремою статтею «Decade Forecast 2015-2025».

## Аналітика щодо України

### Україно-російська війна 2014—2015
У березні 2015 року Stratfor у серії публікацій розглянула теоретично можливі сценарії військових операцій, які Росія може провести на території України. Висновок: російська армія технічно може здійснити будь-який із варіантів, але жоден з них не забезпечує досягнення мети обмеженими та розумними силами та засобами. В серпні 2015 директор організації заявив, що Росія, насправді, не така сильна, якою її вважали, а аналітики ФСБ зазнали невдачі у прогнозуванні рівня проросійських настроїв в Україні та ймовірності їх зростання з початком вторгнення російських військ. Насправді, рівень проросійських настроїв в Україні виявився значно нижчим, а кількість прибічників Росії після вторгнення зменшилась.
Stratfor вважає, що «нинішній конфлікт з Росією за Україну буде залишатися в центрі міжнародної системи в найближчі кілька років, але не думає, що Російська Федерація здатна проіснувати в своєму нинішньому вигляді ще десять років. Прогнозується помітне ослаблення влади Москви, що призведе до формального і неформального роздроблення Росії».